# Si no t'hagués conegut
Si no t'hagués conegut és una sèrie de televisió de TV3 de drama romàntic i ciència-ficció estrenada el 15 d'octubre del 2018. És una idea original de Sergi Belbel produïda per TV3 i Diagonal TV i protagonitzada per Pablo Derqui, Andrea Ros i Mercedes Sampietro. La sèrie consta de 10 capítols de 50 minuts.

## Argument
La vida de l'Eduard (Pablo Derqui), casat feliçment amb l'Elisa (Andrea Ros) i pare de dos fills, fa un gir inesperat: una desgràcia que ell mateix provoca de manera indirecta el colpeix brutalment. La seva família i els seus millors amics no poden fer res per a apaivagar la seva dolor, però l'aparició d'una anciana misteriosa (Mercedes Sampietro) farà que recuperi a poc a poc l'interès per la vida gràcies a la possibilitat de viatjar a universos paral·lels.

## Repartiment
- Pablo Derqui - Eduard Marina
- Mercedes Sampietro - Liz Everest
- Andrea Ros - Elisa
- Berta Garcia - Carla
- Joel Bramona - Jan
- Paula Malia - Clara
- Javier Beltrán - Òscar
- Sergi López - Manel (pare Eduard)
- Montse Guallar - Maria (mare Eduard)
- David Vert - Pere
- Muguet Franc - Tere
- Abel Folk - Joan (pare Elisa)
- Olalla Escribano - Míriam (mare Elisa)
- Mariona Schilt - Elisa petita
- Òscar Jarque - Doble Eduard
- Eli Iranzo - Roser
- Miquel Garcia - Lluís Antich

## Episodis
| Nº | Nº (temp.) | Títol                         | Director del capítol              | Data d'emissió         | Espectadors | Share |
| --- | ---------- | ----------------------------- | --------------------------------- | ---------------------- | ----------- | ----- |
| 1 | 1          | Si no l'hagués conegut        | Kiko Ruiz Claverol                | 15 d'octubre de 2018   | 476.000     | 17,8% |
| L'Eduard, home de negocis feliçment casat amb l'Elisa, amb dos fills, la Carla i el Jan, provoca involuntàriament una desgràcia. La seva família i els seus amics més propers intenten consolar-lo però no se'n surten. L'aparició d'una misteriosa dona gran que diu ser una científica retirada, la doctora Everest, que proposa a l'Eduard de prestar-se a un experiment perillós, li capgirarà la vida inesperadament.                                             |            |                               |                                   |                        |             |       |
| |            |                               |                                   |                        |             |       |
| 2 | 2          | La clau                       | Kiko Ruiz Claverol                | 22 d'octubre de 2018   | 332.000     | 12,9% |
| L'Eduard deixa l'estranya doctora Everest i torna a casa seva, amb la família. Per la seva sorpresa, ha estat absent molt més temps del que ell es pensava. Els seus amics Òscar i Clara es temien que podia haver fet una ximpleria. L'Eduard els calma, però de seguida sent la necessitat de tornar a veure la doctora i prosseguir l'experiment. Aquesta vegada l'experiment resulta més reeixit, però tot i així no és completament satisfactori.                 |            |                               |                                   |                        |             |       |
| |            |                               |                                   |                        |             |       |
| 3 | 3          | No es coneixeran              | Kiko Ruiz Claverol                | 29 d'octubre de 2018   | 301.000     | 12,3% |
| La doctora Everest investiga el passat de l'Eduard per trobar els moments decisius de la seva experiència, les seves "bifurcacions de vida". Veiem com l'Eduard i la seva dona, l'Elisa, es van conèixer quan eren joves, com es van enamorar a la universitat, i també en una trobada anterior, anys enrere, quan eren dos nens. L'Eduard desitja no haver conegut mai la seva dona per evitar-li el dolor actual i demana a la doctora de repetir l'experiment.      |            |                               |                                   |                        |             |       |
| |            |                               |                                   |                        |             |       |
| 4 | 4          | No l'hauria hagut de conèixer | Joan Noguera                      | 5 de novembre de 2018  | 303.000     | 11,4% |
| L'Eduard es confronta al seu passat en una nova realitat. Ara té l'oportunitat d'impedir que un jove Eduard es creui en el camí d'una jove Elisa. Però aquesta trobada amb un altre jo més jove acabarà provocant, com en les ocasions anteriors, conseqüències funestes i imprevisibles. |            |                               |                                   |                        |             |       |
| |            |                               |                                   |                        |             |       |
| 5 | 5          | El petó                       | Joan Noguera                      | 12 de novembre de 2018 | 273.000     | 10,5% |
| La jove Elisa accedeix per uns instants a l'experiment que ha dut l'Eduard fins a aquella situació. Penetra en una realitat anterior i és testimoni del moment inicial en què l'Eduard i ella es van conèixer, quan eren dos nens petits, en una festa on van segellar el seu amor amb un petó que cap dels dos no ha oblidat. Espantada, la jove demana explicacions a l'Eduard. Però ell es veu obligat a fugir d'allà per no provocar més desgràcies.               |            |                               |                                   |                        |             |       |
| |            |                               |                                   |                        |             |       |
| 6 | 6          | No hi entro                   | Kiko Ruiz Claverol                | 19 de novembre de 2018 | 254.000     | 9,2%  |
| L'Eduard té una llarga entrevista amb la doctora Everest, desvalguda i espantada perquè es pensava que el seu experiment havia fracassat i que no tornaria a veure mai més l'Eduard. Ell demana sotmetre's-hi una última vegada. Ella s'hi nega. Paral·lelament, la mare i l'Òscar i la Clara, els amics de l'Eduard, li han preparat una festa que no li agrada. Angoixat, l'Eduard reclama un cop més l'atenció de la doctora Everest.                               |            |                               |                                   |                        |             |       |
| |            |                               |                                   |                        |             |       |
| 7 | 7          | És i no és                    | Kiko Ruiz Claverol                | 26 de novembre de 2018 | 289.000     | 10,9% |
| En una nova realitat, l'Eduard accedeix a una faceta de la seva dona, l'Elisa, desconeguda per a ell: ara és una gran cantant, molt reconeguda. A les portes del Palau de la Música, l'Eduard i l'Elisa es retroben i refan la seva història d'amor apassionat. Tot i que, aquesta vegada, l'Eduard es planteja si aquella Elisa és o no és realment la seva dona...                                                                                                   |            |                               |                                   |                        |             |       |
| |            |                               |                                   |                        |             |       |
| 8 | 8          | Les ales d'una papallona      | Joan Noguera                      | 3 de desembre de 2018  | 253.000     | 9,4%  |
| La relació amb l'Elisa, cantant famosa, acaba també en desgràcia per culpa de l'Eduard. Ell, un cop més, ha provocat indirectament una desgràcia. Desolat, torna a veure la doctora Everest i li demana una última oportunitat. Aquesta vegada no només demana veure la seva dona Elisa sinó sobretot els seus fills estimats, que enyora tant: la Carla i el Jan. |            |                               |                                   |                        |             |       |
| |            |                               |                                   |                        |             |       |
| 9 | 9          | Ciències o lletres            | Joan Noguera                      | 10 de desembre de 2018 | 224.000     | 9,3%  |
| Després d'un altre experiment fallit, com tots els altres, l'Eduard, derrotat, es planteja de sincerar-se: explica la seva experiència als amics més íntims, la Clara i l'Òscar, amb tot detall. Tots dos queden absolutament astorats i acaben verificant que res del que els ha explicat no té cap mena de fonament. Desesperat, l'Eduard es tanca en ell mateix, però un detall que el seu sogre Joan li explica sobre la seva dona Elisa li dona noves esperances. |            |                               |                                   |                        |             |       |
| |            |                               |                                   |                        |             |       |
| 10 | 10         | Univers zero                  | Kiko Ruiz Claverol i Joan Noguera | 17 de desembre de 2018 | 268.000     | 10,1% |
| Després d'una revelació desconcertant, veiem el passat i la vida de l'Elisa, la dona de l'Eduard, des que és una nena petita fins que es fa adulta, en una realitat no gaire allunyada de la del seu estimat Eduard però amb diferències de "bifurcació de vida" prou eloqüents per conduir-nos fins a un final colpidor. |            |                               |                                   |                        |             |       |